# Ahmedkāti
Ahmedkāti är en ort i Bangladesh. Den ligger i den centrala delen av landet, 80 kilometer söder om huvudstaden Dhaka. Ahmedkāti ligger 9 meter över havet och antalet invånare är 263.
Terrängen runt Ahmedkāti är mycket platt. Runt Ahmedkāti är det mycket tätbefolkat, med 1 095 invånare per kvadratkilometer.. Närmaste större samhälle är Gaurnadi, 9,9 kilometer sydost om Ahmedkāti.
Trakten runt Ahmedkāti består till största delen av jordbruksmark.